# Бегалиев, Канатбек Кубатович
Канатбек Кубатович Бегалиев (род. 14 февраля 1984, Озгёрюш, Таласская область) — кыргызский борец греко-римского стиля, призёр Олимпийских игр, серебряный призёр чемпионата мира, чемпион Азии.

## Биография
Родился в 1984 году в селе Озгёрюш Таласской области. В 2003 году завоевал бронзовую медаль чемпионата Азии, и стал 18-м на чемпионате мира. В 2004 году принял участие в Олимпийских играх в Афинах, но там стал лишь 11-м. В 2006 году завоевал серебряную медаль чемпионата мира. В 2007 году выиграл чемпионат Азии. В 2008 году завоевал серебряные медали чемпионата Азии и Олимпийских игр в Пекине.